# Les Préaux
Les Préaux – miejscowość i gmina we Francji, w regionie Normandia, w departamencie Eure.
Według danych na rok 1990 gminę zamieszkiwało 409 osób, a gęstość zaludnienia wynosiła 69 osób/km² (wśród 1421 gmin Górnej Normandii Les Préaux plasuje się na 524 miejscu pod względem liczby ludności, natomiast pod względem powierzchni na miejscu 614).